# Gerre de' Caprioli
Pour les articles homonymes, voir Caprioli.
Gerre de' Caprioli est une commune de la province de Crémone dans la région Lombardie en Italie.

## Administration
| Période                                  | Période  | Identité       | Étiquette | Qualité |
| ---------------------------------------- | -------- | -------------- | --------- | ------- |
| 14 juin 2004                             | En cours | Moreno Feroldi |           |         |
| Les données manquantes sont à compléter. |          |                |           |         |

### Communes limitrophes
Castelvetro Piacentino, Crémone, Stagno Lombardo